# Caius Servilius Ahala
Cet article possède des paronymes, voir Caius Servilius Structus Ahala et Servilius Ahala.
Pour les articles homonymes, voir Servilius Ahala.

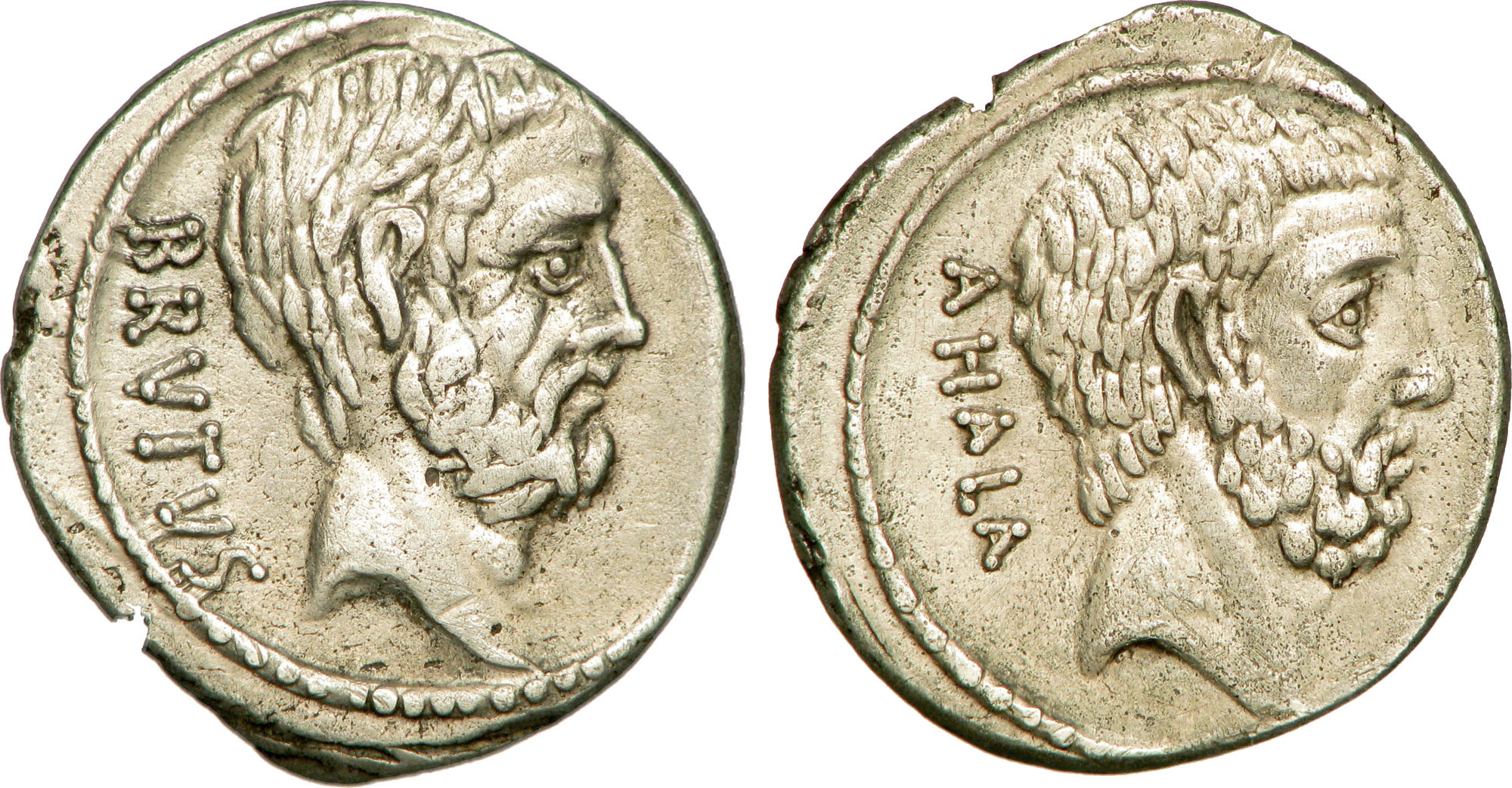
Denier émis en 54 av. J.-C. par Marcus Junius Brutus, commémorant Brutus et Ahala, deux figures anti-monarchiques.

Caius Servilius Ahala est un homme politique romain du Ve siècle av. J.-C., maître de cavalerie en 439 av. J.-C.

## Famille
Il est membre des Servilii Ahalae, branche patricienne de la gens Servilia. Il pourrait être le fils de Caius Servilius Structus Ahala, consul en 478 av. J.-C.

## Biographie

### Maître de cavalerie (439)
En 440 av. J.-C., Rome est frappée par une terrible disette. Le patricien Lucius Minucius Esquilinus Augurinus est nommé en urgence « intendant des vivres » (praefectus annonae) par le Sénat romain afin d'organiser le ravitaillement,. Spurius Maelius, un riche plébéien qui a acheté grâce à sa fortune et ses contacts en Étrurie et en Campanie de très grandes quantités de blé, organise une distribution gratuite indépendamment du Sénat. Sa popularité devient telle que, l'année suivante, Lucius Minucius le dénonce auprès des sénateurs et l'accuse d'aspirer à la royauté,,.
Devant cette menace, les consuls de 439 av. J.-C., Agrippa Menenius Lanatus et Titus Quinctius Capitolinus Barbatus, nomment un dictateur, qui n'a pas à répondre de ses actes et peut donc faire face comme il le souhaite à la situation, contrairement aux deux consuls, tenus par les lois. Bien que très âgé, c'est Lucius Quinctius Cincinnatus, plus qu'octogénaire, qui est nommé. Ce dernier choisit Caius Servilius Ahala pour maître de cavalerie,.
Selon la tradition telle qu'elle est rapportée par Tite-Live, Ahala se porte à la rencontre de Spurius Maelius pour le convoquer devant le dictateur. Ce dernier refuse de suivre le maître de cavalerie et tente de soulever la population contre lui. Ahala le tue alors avec un poignard caché sous son aisselle. Cependant, ce n'est probablement qu'une légende inventée pour expliquer le cognomen Ahala de cette branche de la gens des Servilii, car ala signifie « aisselle » et il serait probablement d'origine étrusque. Denys d'Halicarnasse donne une version un peu différente dans laquelle Ahala n'est pas l'auteur du geste meurtrier. Ahala aurait, en tant que simple citoyen, conduit une bande armée de jeunes patriciens et Maelius aurait été tué en les affrontant.
Le dictateur Cincinnatus approuve son geste et déclare que Spurius Maelius a été assassiné pour avoir refusé de se rendre à sa convocation, ce qui prouve sa culpabilité pour le crime dont il est accusé : avoir tenté de devenir roi. La maison de Spurius Maelius est rasée et son blé distribué gratuitement au peuple.

### Accusations des tribuns plébéiens (439/436)
Le geste d'Ahala suscite des réactions de tribuns de la plèbe qui tentent de faire condamner Ahala pour son crime, en vain. Dès 439 av. J.-C., une partie des tribuns critiquent l'exécution de Spurius Maelius mais l'autre partie des tribuns, dont Quintus Caecilius, Quintus Iunius et Sextus Titinius s'opposent à toute poursuite judiciaire,.
En 436 av. J.-C., le tribun de la plèbe Spurius Maelius cherche à condamner en vain ceux qui ont accusé et assassiné Spurius Maelius. Son projet de loi prévoit la confiscation des biens de Caius Servilius Ahala qui est accusé d'avoir mis à mort un individu sans que ce dernier n'ait été condamné au préalable par les magistrats (caedes civis indemnati). Le tribun s'attaque également à Lucius Minucius qui aurait fait une fausse accusation. Le procès de Caius Servilius Ahala se déroule devant les comices centuriates.

### Auteurs antiques
- Tite-Live, Histoire romaine, Livre IV, 13-16/21 sur le site de l'Université de Louvain.

### Auteurs modernes
- Jean Gagé, « Les chevaliers romains et les grains de Cérès au Ve siècle av. J.-C. : à propos de l'épisode de Spurius Maelius », Annales. Économies, Sociétés, Civilisations 25e année, no 2,‎ 1970, p. 287-311 (lire en ligne)
- (en) T. Robert S. Broughton (The American Philological Association), The Magistrates of the Roman Republic : Volume I, 509 B.C. - 100 B.C., New York, Press of Case Western Reserve University (Leveland, Ohio), coll. « Philological Monographs, number XV, volume I », 1951, 578 p.
- (en) Michèle Lowrie, « Spurius Maelius : dictatorship and the Homo Sacer », dans Citizens of discord : Rome and its civil wars, Oxford University Press, 2010, 352 p., p. 171-187